# Gal Arad
Gal Noam Arad (hebräisch גל נועם ערד; * 29. Oktober 1999) ist ein israelischer Leichtathlet, der sich auf den Sprint spezialisiert hat.

## Sportliche Laufbahn
Erste Erfahrungen bei internationalen Meisterschaften sammelte Gal Arad bei den 2016 erstmals ausgetragenen Jugendeuropameisterschaften in Tiflis, bei denen er im 200-Meter-Lauf mit 22,25 s in der ersten Runde ausschied. Im Jahr darauf gelangte er bei den U20-Europameisterschaften in Grosseto im 100-Meter-Lauf bis ins Halbfinale und schied dort mit 10,90 s aus und verzichtete dann auf einen Start über 200 m. 2019 belegte er bei den Balkan-Hallenmeisterschaften in Istanbul in 6,85 s den fünften Platz im 60-Meter-Lauf und schied bei den U20-Weltmeisterschaften in Tampere mit 10,53 s im Halbfinale über 100 m aus. Anschließend wurde er bei den Balkan-Meisterschaften in Stara Sagora im Finale über 100 m disqualifiziert und gewann in 40,29 s die Bronzemedaille mit der israelischen 4-mal-100-Meter-Staffel. Im Jahr darauf klassierte er sich bei den U23-Mittelmeer-Hallenmeisterschaften in Miramas mit 6,89 s auf dem sechsten Platz über 60 m und anschließend wurde er auch bei den Balkan-Hallenmeisterschaften in Istanbul mit 6,86 s Sechster. 2021 gewann er bei den Balkan-Meisterschaften in Smederevo in 21,12 s die Bronzemedaille über 200 m und sicherte sich im Staffelbewerb mit 40,12 s die Bronzemedaille. Kurz darauf schied er bei den U23-Europameisterschaften in Tallinn mit 21,01 s im Halbfinale über 200 Meter aus. 2025 verpasste er bei den Balkan-Meisterschaften in Volos mit 10,58 s den Finaleinzug über 100 Meer und gewann über 200 Meter in 20,80 s die Silbermedaille hinter dem Aserbaidschaner Əlham Nağıyev.
2018 wurde Arad israelischer Meister im 100-Meter-Lauf.

## Persönliche Bestleistungen
- 100 Meter: 10,32 s (+1,4 m/s), 31. Juli 2024 in Jerusalem
  - 60 Meter (Halle): 6,77 s, 20. Januar 2022 in Rischon LeZion
- 200 Meter: 20,70 s (+2,0 m/s), 15. Mai 2024 in Jerusalem